# Лакований хлопець
Лакований хлопець (англ. The Patent Leather Kid) — американська військова мелодрама режисера Альфреда Сентелла 1927 року. Фільм був номінований на премію «Оскар» за найкращу чоловічу роль.

## Сюжет
На дворі славний 1917 рік (славний для США, а не для іншої частини планети, де навпаки, все дуже сумно). Красунчик-боксер Кід раз за разом «мочить» на рингу своїх конкурентів, при цьому маючи самозакоханий норов, і є вельми нелюбимим глядацькою публікою. Остання тільки й чекає «героя», який наглуватому Кіду зможе «вломити». Під час чергового (переможного) поєдинку Кіда прямо «під руку» підбиває танцюристка Керлі. І дуже скоро Кід програє свій перший бій — Керлі западає йому в серце і одночасно починає дратувати менеджера боксера. А тут ще й Штати вступили у Велику європейську війну. І хоча Кіду (спочатку) ні до якої війни, крім рингу, справи не було, але Керлі виявилася моральною рекруткою.

## У ролях
- Річард Бартелмесс — Лакований Кід
- Моллі О'Дей — Керлі Бойл, танцюристка
- Лоуфорд Девідсон — лейтенант Г'юго Брін
- Меттью Бетц — Джейк Стак
- Артур Стоун — Джиммі Кінч
- Рей Тернер — Мейбіл Молассез
- Генк Манн — сержант
- Волтер Джеймс — офіцер Райлі
- Люсьєн Пріваль — німецький офіцер
- Найджел Де Брулір — французький лікар
- Лейф МакКі — глядач (у титрах не вказано)